# 411
411 (CDXI) var ett normalår som började en söndag i den julianska kalendern.

## Händelser

### Okänt datum
- Burgunderna och alanerna upphöjer usurpatorn Jovinus till västromersk kejsare.
- Petronius Maximus blir praetor i Rom.
- Alanerna etablerar sitt styre över den romerska provinsen Lusitania (nuvarande Portugal söder om floden Douro och spanska Extremadura).
- Rabbula blir biskop av Edessa.
- Biskop Cresconius låter uppföra basilikan i Cuicul.
- Ärkebiskop Archaeus av Seleukia skall enligt senare skrifter ha upprättat ett syriskt kristet metropolitsäte i Kina.

## Födda
- Merovech, kung över de saliska frankerna från 447 eller 448 till 456 eller 458 (född omkring detta eller nästa år).
- Peter av Iberien, georgisk teolog.

## Avlidna
- Konstantin III, romersk usurpator (avrättad).
- Nun Yax Ayin, kung över Tikal (troligen detta år).